# Diadelia sublinea
Diadelia sublinea là một loài bọ cánh cứng trong họ Cerambycidae.